# Lithostege duplicaria
Lithostege duplicaria là một loài bướm đêm trong họ Geometridae.